# 堕落的工人国家
在托洛茨基主义的理论中，堕落的工人国家是指一个放弃了工人阶级直接控制生产，而被官僚集团掌控的社会主义国家。这个名词由托洛茨基在其著作《被背叛的革命》及其他的著作中被提出。

## 简介
托洛茨基认为在十月革命后和斯大林巩固权力之前的俄国，是一个真正的工人国家。资产阶级被工人阶级成功推翻，而国家的经济以生产资料的公有制为基础。与列宁等社会主义者的预言相反，革命未能成功扩散到德国以及其他西欧的工业化国家（尽管在部分国家发生了大规模的工人起义），因此苏联政权开始堕落。
在列宁于1924年去世后，以斯大林作为核心的苏联统治阶层被认为是官僚阶级，而不是新的统治阶层，因为它的政治控制力尚未扩展到经济所有权上。苏联是个堕落的工人国家的理论与托洛茨基号召在苏联进行政治革命并反对资本主义复辟的理论紧密联系。
托洛茨基曾总结到：
或许它还算工人国家，但无产阶级专政已完全荡然无存。退化的工人国家处于官僚专政之下。
托洛茨基常常强调，堕落的工人国家并不是一种新的社会形式，而是资本主义和社会主义之间的过渡时期（并更靠近资本主义），不可避免地会蜕变为其中一种形式。他认为蜕变是会导致工人民主的恢复，还是资本主义的复辟，取决于有组织的工人阶级是否会领导推翻官僚专制的运动。
专权制度的必然覆灭导致工人民主的复兴需要一个前提：现制度的垮台是无产先锋自觉行动的结果。否则，取代斯大林制度的可能是法西斯类型的资本主义反革命制度。

## 「堕落」与「畸形」
术语“堕落的工人国家”通常仅指苏联。第四国际（成立于1938年）的托洛茨基主义者创造了“畸形的工人国家”一词来描述基于集体化生产资料，但工人阶级从未拥有直接的政治权力的国家（例如东欧的苏联卫星国和中国）。因此，这两个术语有着相似的现象，因为它们都指资产阶级不再掌权，生产资料公有制，不负责任的官僚们掌控着政治的国家。它们在这种处境是如何出现上有所不同：像苏联一样，从真正的工人民主堕落为官僚主义；或是资产阶级的统治被有组织的工人阶级的大规模群众运动以外的某种力量推翻，例如入侵、游击队或军事政变。

## 相关名词
另一个常被其他托洛茨基主义者使用，特别是南非托派人士泰德·格兰特用于形容在堕落或畸形的工人国家中官僚的专制统治的名词是无产阶级波拿巴主义（英語：proletarian Bonapartism）。